# 免洗杯

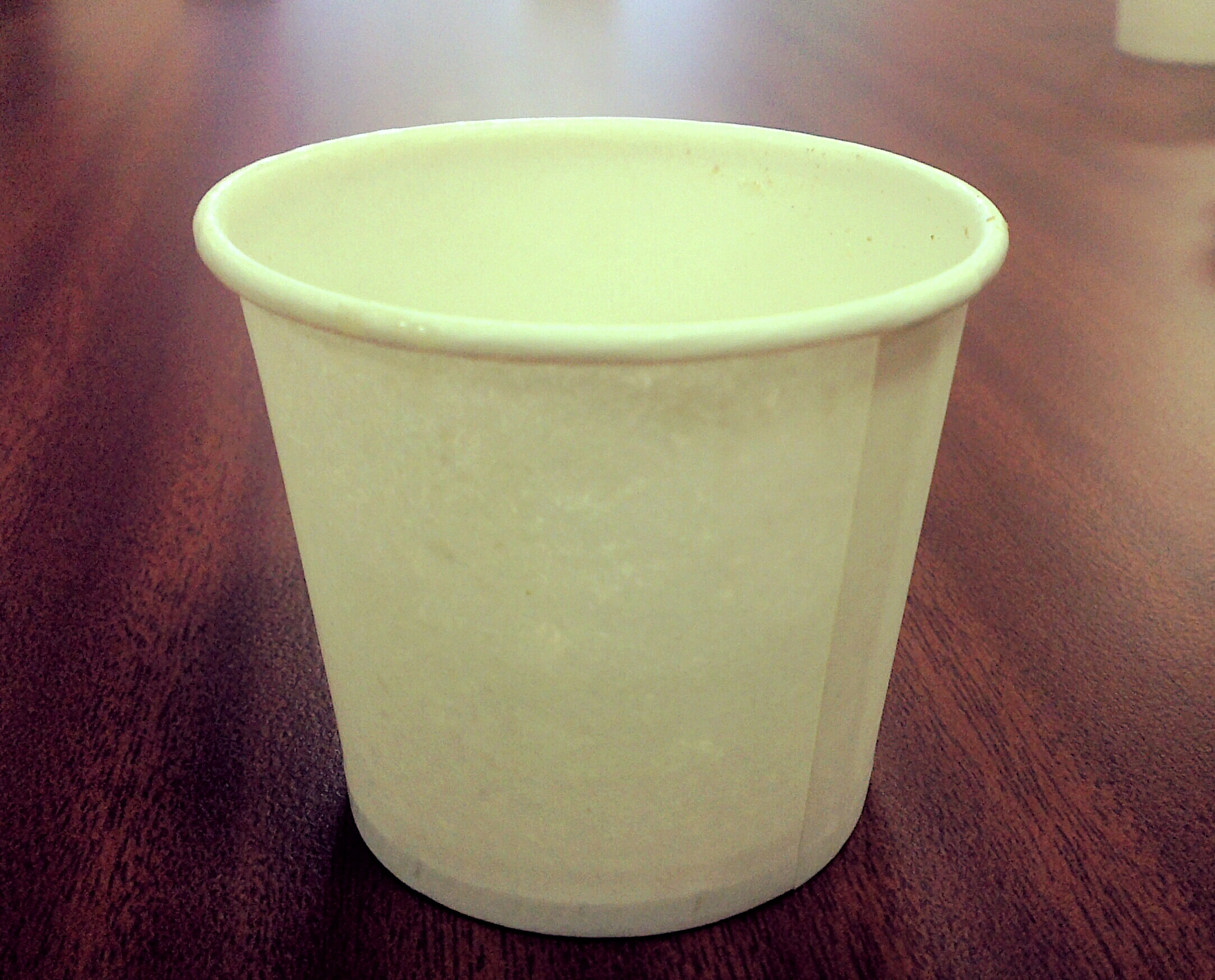
免洗紙杯

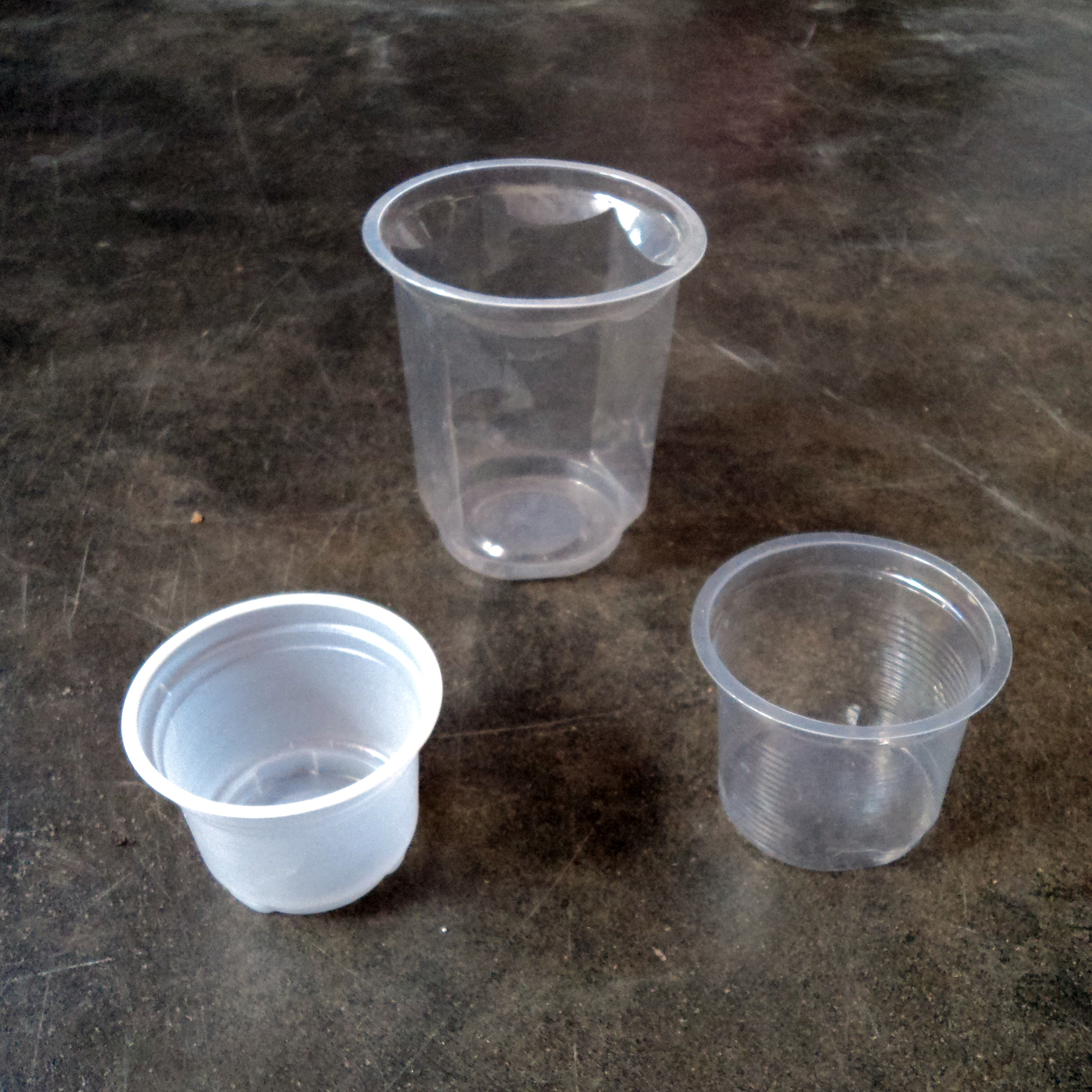
免洗塑膠杯

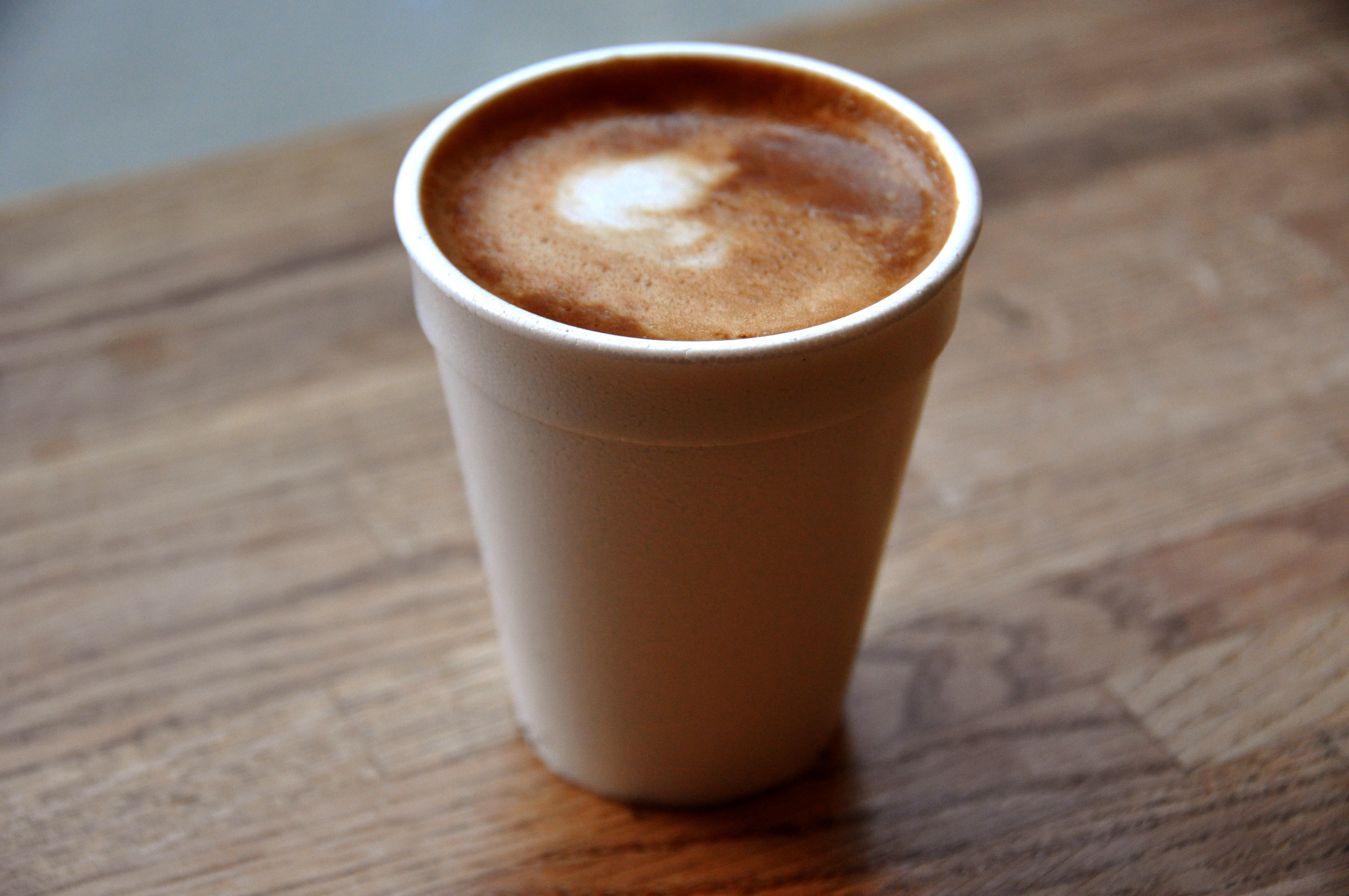
裝有咖啡的免洗泡沫杯

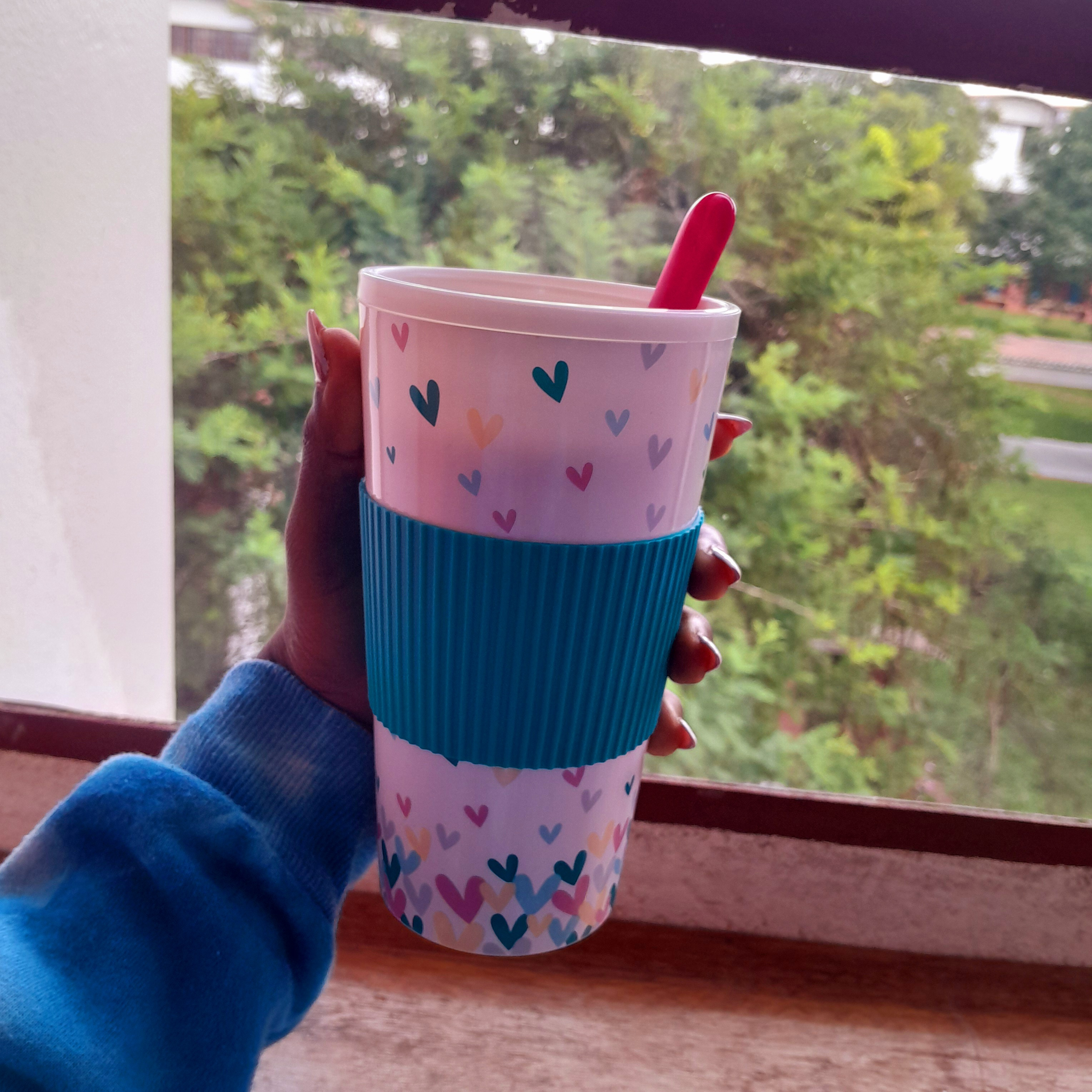
帶有彩色心形裝飾的咖啡杯

免洗杯是一種餐具和一次性食品包裝。免洗杯的類型包括紙杯、塑膠杯和泡沫杯。 發泡聚苯乙烯用於製造泡沫杯，聚丙烯用於製造塑膠杯。.
免洗杯和其他類似的一次性產品是一次性使用的，它們構成了消費者和家庭垃圾的主要來源， 例如廢紙和塑膠垃圾。據估計，平均每個家庭每年丟棄約70個免洗杯。
美國每年消耗 1,080 億個免洗杯， 而英國每年估計使用 25 億個紙杯。

## 商業用途
有些公司，如咖啡零售商和甜甜圈店，使用一次性杯子銷售其產品。 2011 年的一本書估計，連鎖甜甜圈店一年要用掉 10 億個一次性咖啡杯，足以繞地球兩圈。OnEarth雜誌 2012 年的一篇文章稱，星巴克在 2011 年使用了超過 40 億個一次性咖啡杯。杯麵品牌的泡麵使用發泡聚苯乙烯杯來盛裝產品。將熱水或沸水加入容器中的乾麵條中，幾分鐘內即可煮熟。日清食品在 1970 年代初開始用泡沫杯銷售該產品。

## 污染
在紙杯的生產過程中，氯、二氧化氯和還原硫化物等化學物質會進入水道，造成水污染。泡沫杯的生產過程中，戊烷會釋放到空氣中，造成空氣污染。當塑膠塗層紙杯被當作垃圾處理時，其中的塑膠成分會加劇塑膠污染問題。

## 回收和其他環境措施
一些已開發國家的聚丙烯容器路邊回收已逐漸增加，但仍相當有限。麥當勞於 2014 年開始用紙杯取代泡沫杯，並從2016年開始在英國開始回收紙杯。

## 進一步閱讀
- . ARA staff study. The Administration. 1964.